# Гусев, Анатолий Михайлович
Анатолий Михайлович Гусев (9 июля 1916, Москва, Российская империя — 14 июля 1993, Москва, Россия) — советский спортсмен, футболист, игрок в хоккей с мячом и хоккей с шайбой, нападающий. Мастер спорта СССР (1943).

## Биография
Начал играть в хоккей с мячом и футбол в 1930 в Москве в пятой команде ССТС (Профессионального союза Советских и торговых служащих, в 1931—1934 — Союза кооперации и государственной торговли, СКиГ). Выступал в хоккейных командах за «Локомотив» Москва (1934—1937, декабрь 1938), «Красная заря» Ленинград (1937/38, январь — март 1939), ЦДКА (1939—1947, 1948—1951), «Спартак» Москва (1947/48), «Динамо» Москва (1951—1954).
В 1939 играл в сборной Ленинграда.
Футболистом играл также за «Локомотив» Ленинград (1936), «Электрик» (1938—1939), «Локомотив» Москва (1939), ЦДКА (1940), ВВС (1945), клубную команду ЦДКА (1941—1949).
В хоккее с шайбой выступал за ЦДКА (1946/48).
Окончил Ленинградский институт электротехники, сигнализации и связи (1939). Участник Великой Отечественной войны. Кавалер ордена Красной Звезды (1953).

## Достижения

### Хоккей с мячом
- Второй призёр чемпионата СССР: 1954.
- Обладатель Кубка СССР: 1945, 1952, 1953
- Финалист Кубка СССР: 1948.
- Чемпион РККА: 1940.
- Чемпион Москвы: 1940, 1943, 1946, 1952, 1953.
- Обладатель Кубка Москвы: 1942, 1945, 1946, 1952, 1953.

### Футбол
- Финалист Кубка СССР: 1938

### Хоккей с шайбой
- Второй призёр чемпионата СССР: 1947
- Чемпион СССР: 1948